# Oliver Wendell Holmes, Jr.
Oliver Wendell Holmes Jr. (Boston, 8 de março de 1841 – Washington, D.C., 6 de março de 1935) foi um jurista, advogado, professor universitário, juiz da Suprema Corte e filósofo estadunidense. Pai do Realismo Jurídico e conhecido como o “grande dissidente” pela forma como teorizou e praticou o direito, influenciou o pensamento jurídico estadunidense do século XX.

## Biografia
Oliver Wendell Holmes Jr. nasceu em Boston, Massachusetts em 8 de março de 1841. Atuou nos Estados Unidos como jurista, filósofo e também juiz da Suprema Corte Estadunidense, da qual foi Chief Justice (Presidente) várias vezes. Contribuiu também com o Direito Inglês do século XX. Conhecido por sua arrogância e por ser o "prolator de votos vencidos", marcou a forma de se entender e aplicar o direito estadunidense. Ele e seus colegas "homens de Harvard", juristas e profissionais de outras áreas, do Clube Metafísico de Boston - como Charles Sanders Pierce, Nicolas St., Joseph Warner, Frank Abbot, Henry Putnam e Francis Greenwood Peabody - desenvolveram a filosofia pragmática que teve repercussão jurídica a partir de novas formas de enxergar a criação e a aplicação do direito dentro do sistema de Common Law, por meio de percepções práticas e visando à eficiência normativa.
Antes da Suprema Corte, atuou como advogado, pesquisador e professor na Universidade de Harvard e, posteriormente, foi indicado à Suprema Corte do Estado de Massachusetts. No Clube metafísico de Boston, Holmes foi expoente, concebendo o mais famoso dos aforismas jurídicos dos EUA - “o Direito não é lógica, mas sim experiência.”  
Além de suas atribuições acadêmicas, Oliver Holmes Jr. foi e ainda é considerado um “juiz celebridade”, um grande homem, herói do direito estadunidense e também comparado a Nietzsche, por seu ceticismo marcante. Foi o juiz mais velho a atuar na Suprema Corte até então. Serviu como Justice até os 90 anos.
Aposentou-se em 1932 e morreu por conta de uma pneumonia em 1935.
Sua obra publicada em vida foi doada para Universidade de Harvard.

## Carreira e atuação jurídica
Holmes participou na Guerra Civil Americana e depois estudou em Harvard, assim como sua família. De 1870 a 1873, foi editor da American Law Review e, de 1880 a 1881, professor de Direito no Lowell Institute de Boston, quando The Common Law, sua grande obra. A partir de janeiro de 1882 começou a lecionar em Harvard. Segundo seus críticos, o objetivo de Holmes era ser reconhecido como o maior o jurista do mundo.
Por sua brilhante carreira jurídica, foi designado para a Supreme Judicial Court do Estado de Massachusetts com apenas 41 anos. Em 1902, Theodore Roosevelt o nomeou para a Supreme Court, onde permaneceu até 1932. Nessa época, por discordar frequentemente de opiniões formalistas e criticar abertamente os mesmos, Holmes foi apelidado de “The Great Dissenter”.

## Obra e pensamento
Além dos famosos votos durante atuação na Suprema Corte, escreveu diversos livros. “The Common Law” e “The Path of the Law” são suas produções de maior destaque.
Holmes, conhecido pela sua contrariedade ao formalismo, revisou precedentes e formulou novas perspectivas jurisprudenciais em seu país, no século XX.  Abolicionista e cético quanto ao altruísmo do ser humano – por ter lutado na guerra civil dos EUA. Desenvolveu conceitos da teoria moderna do federalismo, da limitação judiciária e de questões trabalhistas.
- The Common Law

Publicado em 1881, ano em que Holmes atuava como advogado em Boston, “The Common Law” é uma crítica aberta ao Formalismo Jurídico, é a tradução jurídica das teses pragmáticas dos seus colegas do Clube Metafísico de Boston. 
Apesar de seus críticos considerarem o livro confuso, foi nele que Holmes sintetizou sua opinião sobre o Direito, uma nova forma de pensar, com maior eficácia e adaptação. A decisão judicial como algo além da mera aplicação de um precedente: ela é, propriamente falando, a única fonte do direito; um bom juiz julgaria, inconscientemente, de acordo com os padrões médios da sociedade em que vivia, uma vez que sua deliberação é tida como o corpo de ideias que foi triunfante na batalha de ideias. No primeiro parágrafo do livro, Holmes afirma que “a vida da lei tem sido a experiência, em oposição à lógica, pois os parâmetros de uma decisão são puramente práticos, jamais podendo ser aprendidos de corolários, axiomas ou da gramática.” O direito seria a consulta alternativa entre a história e as teorias jurídicas existentes.
- The Path of the Law

Originalmente publicado em 1897 pela “Harvard Law Review”, “The Path of the Law” traz a interpretação de Holmes sobre a lei que é ensinada versus o que a lei é e sua visão segundo as lentes do “homem mau”, consumidor do direito e para quem as leis foram criadas. Teoriza o direito como mecanismo conceitual de previsão das decisões dos tribunais. Existe um esforço para não confundir previsão jurídica com base nas tendências e comportamento de quem diz o direito, da mera leitura e do simples exercício estático dos precedentes judiciais.
O Direito é entendido como a predição e/ou a previsão daquilo que os tribunais decidirão materialmente. Seus objetos de estudo são as operações do direito, não a pretensão de permissão ou proibição de alguma ação.
Sobre o “homem mau” (The bad man theory) afirma que os bandidos estariam apenas interessados nas consequências de suas ações, ponderando-as para decidir como agir, e todos pensariam dessa mesma forma. A Teoria serve a um propósito pragmático. Para conhecer o direito, basta olhar para a situação de um criminoso, que liga apenas para as consequências materiais – uma pessoa concreta encontra razões para sua conduta dentro e fora do direito, nas sanções ditadas por sua consciência.
Nessa obra, há também a exploração da desconfiança da separação entre direito e moral, a qual não deveria ser feita com base em generalizações abstratas, mas sim, através de situações concretas – presença, mais uma vez, do pragmatismo. Diz ser uma armadilha a confusão entre moralidade e direito, chegando a questionar-se se não seria um ganho elucidativo extinguir todo conteúdo moral da linguagem jurídica.
“The Path of the Law” aborda ainda o papel da economia do direito, marcando uma fase mais radical da trajetória teórica de Holmes. Antecedendo o movimento “Law and Economics”, o jurista considera a interpretação do direito à luz de opções que possibilitem a maximização da riqueza.  A economia passa a ser o instrumento mais adequado para equacionar a satisfação de todos os envolvidos, de uma maneira mais eficaz.

## Casos notórios
Durante sua atuação na Suprema Corte, Holmes julgou casos controvertidos, influenciado por seu pensamento:
- Schenck v. United States[7]
- Abrams v. United States[8]
- Buck v. Bell[9]
- Otis v. Parker[10]

Primeiro caso julgado por Holmes na Suprema Corte, questionava a constitucionalidade do artigo IV, seção 26 da Constituição da Califórnia, sobre contratos relativos à venda de ações do capital social de qualquer corporação ou associação. Holmes declarou que o processo da lei e o princípio da equidade protegiam as pessoas de legislações não razoáveis, mas era limitado apenas àqueles princípios fundamentais consagrados no common law, e não protegia interesses econômicos.
- Silverthorne Lumber Co. v. United States[11]

Esse caso foi uma reversão, por parte da corte, de uma decisão do tribunal distrital, que multou a Silverthorne Lumbger Co e prendeu Frederick W. Silverthorne por desacato quando ele se recusou a cumprir a decisão da corte. Após a prisão do empresário, o distrito realizou uma busca e apreensão sem mandato na empresa e angariou provas que foram copiadas e estudadas. Os conhecimentos adquiridos desses estudos foram apresentados ao júri. A Suprema Corte, através do voto do Juiz Holmes, manifesta que tais evidências não podem ser, de maneira alguma, utilizadas, por serem violação da Quarta Emenda, na qual está expresso que é proibido que se realizasse busca e apreensão de maneira arbitraria. Os direitos de uma corporação devem ser respeitados, mesmo que eu não houvesse outra forma de se obter essas informações. Provas obtidas por maneiras ilegais passaram a ser, posteriormente, conhecidas na forma da metáfora legal “fruit of the poisonous tree” (o fruto da árvore venenosa).